# Grotten von Morgat
Die Grotten von Morgat (Grottes Marines de Morgat) liegen auf der Halbinsel Crozon im Département Finistère in der Bretagne in Frankreich. Sie werden unterteilt in die Großen Grotten im Süden und die Kleinen Grotten im Norden von Morgat. 

## Große Grotten
Die Hauptgrotten sind vom Hafen von Morgat aus nur per Boot und – abhängig von den Gezeiten – nur für etwa zwei Stunden am Tag zugänglich. Die Bootsfahrt lohnt nur bei gutem Wetter, bietet dann aber sehenswerte Felsformationen und Farbspiele im Wasser und am Felsen. Die Grotten liegen südlich von Morgat.
Neben den beiden Hauptgrotten, der Grotte Sainte Marine und der Grotte des Normands, gibt es eine Reihe von durchgängigen Felslöchern, die Les Cheminées du Diable (Teufelsschornsteine) genannt werden.

## Kleine Grotten
Die kleinen Grotten befinden sich nördlich von Morgat. Sie sind bei Ebbe fußläufig zu erreichen. 

Grotten von Morgat
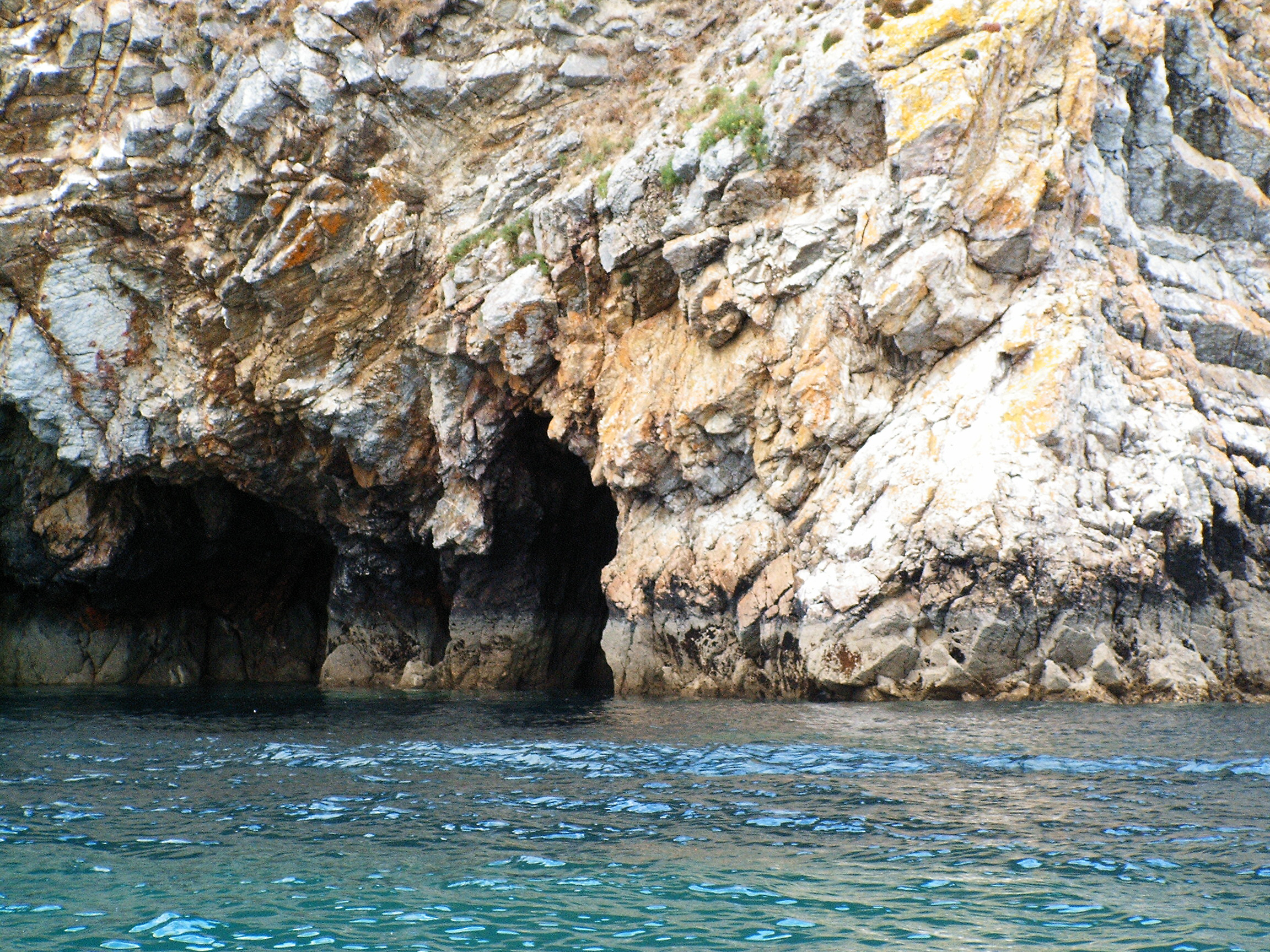
Grotten von Morgat
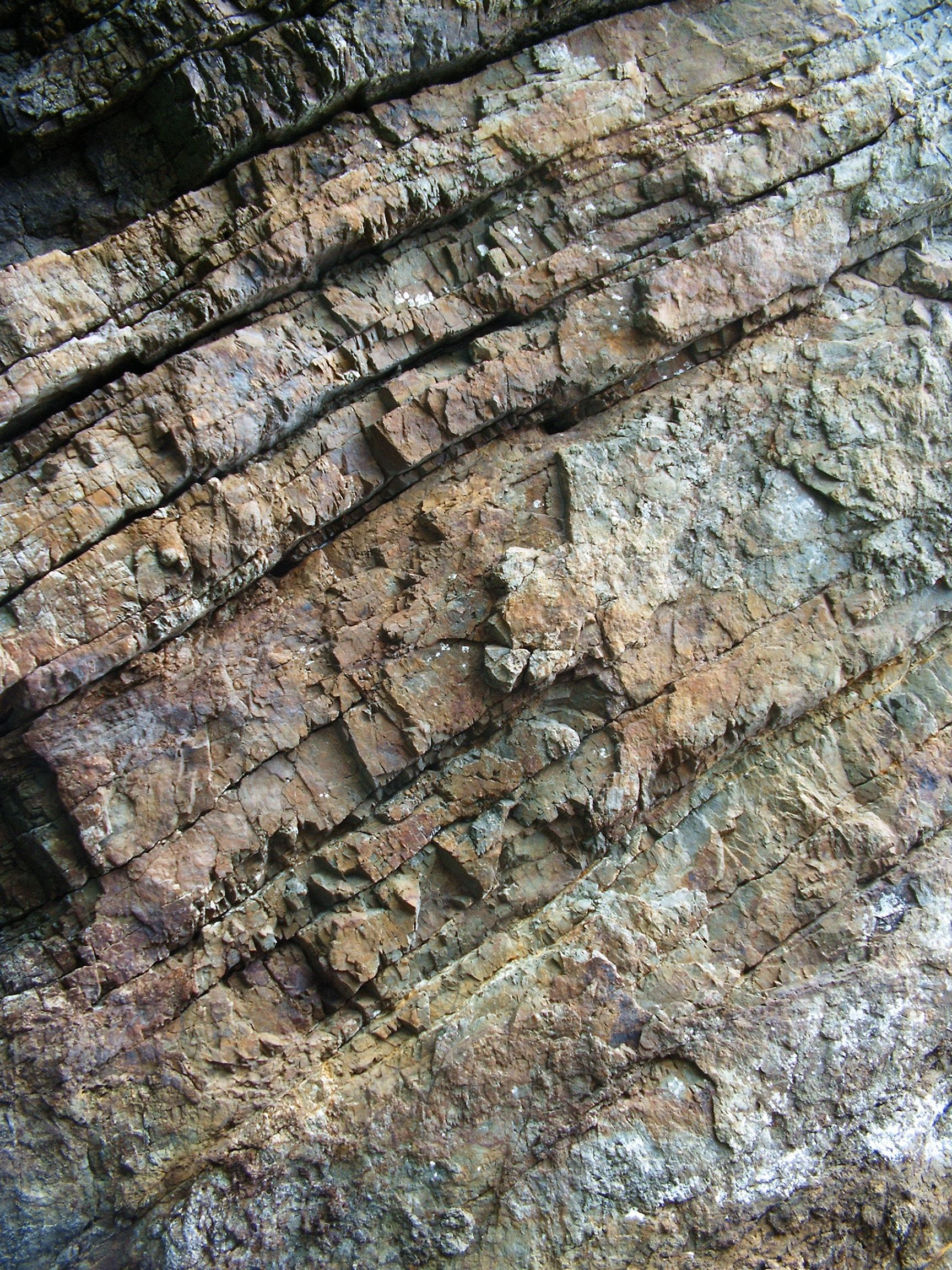
Quarzit-Felsen in Morgat
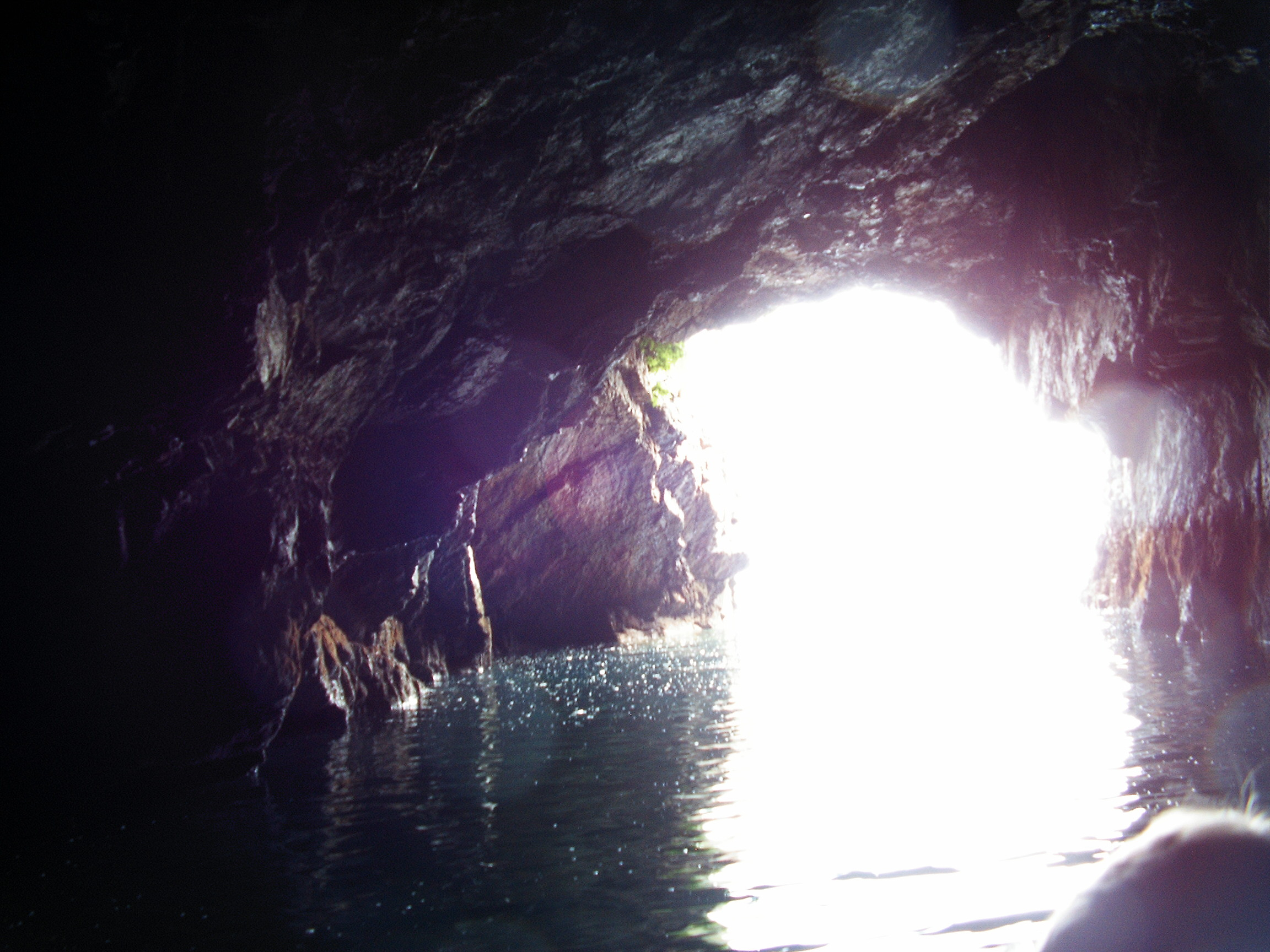
Grotteninneres vom Boot aus
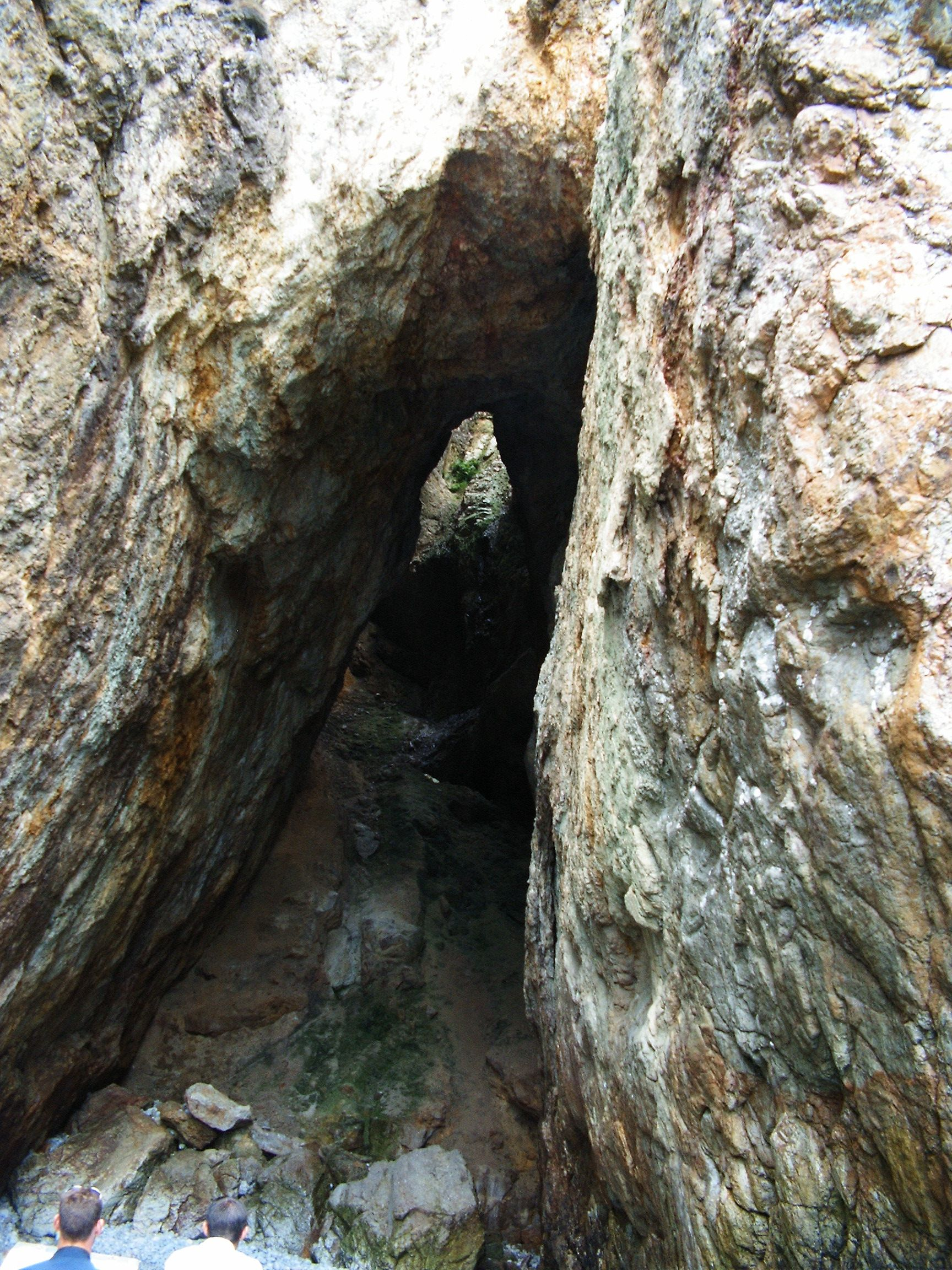
Ein Teufelsschornstein

Koordinaten: 48° 13′ 12″ N, 4° 29′ 39″ W